# Andrzej Radzimiński (przedsiębiorca)
Andrzej Radzimiński (ur. 1943, zm. 12 czerwca 2021) – polski specjalista w zakresie łączności oraz założyciel i pierwszy prezes zarządu Netia.

## Życiorys
Był doradcą Komisji Łączności Sejmu RP i jednym z twórców pierwszej po 1989 roku ustawy o łączności, która umożliwiła demonopolizację telefonii w Polsce. Należał również do założycieli pierwszego polskiego prywatnego operatora telekomunikacyjnego firmy telekomunikacyjnej RP Telekom, która dała początek Netii. Do 1996 roku Radzimiński był prezesem Netii Holdings, a do 1999 roku pełnił funkcję przewodniczącego jej Rady Nadzorczej. Radzimiński był również założycielem i pierwszym prezydentem drugiego w Polsce Klubu Rotary – Warszawa City, a także założycielem Klubu Rotary – Warszawa Konstancin.
W 2000 został odznaczony Krzyżem Kawalerskim Orderu Odrodzenia Polski.
Zmarł 12 czerwca 2021 i został pochowany na cmentarzu parafialnym w Konstancinie-Jeziornie przy ul. Chylickiej 97.